# 耶雲哉治
耶雲 哉治 （やくも さいじ、1976年 - ）は、日本の映画監督、映像作家、CMディレクター。株式会社ロボット所属。富山県高岡市出身。早稲田大学卒業。

## 略歴・人物
早稲田大学在学中に映画サークルに所属し監督作が東京学生映画祭（1998年）グランプリ、JCF学生映画祭（2000年）グランプリなど多数受賞。
2000年にROBOT所属となりCMディレクターとして活動開始。
2003年第41回ギャラクシー賞奨励賞受賞。
2007年より日本全国の映画館で上映されたマナーCM「NO MORE 映画泥棒」の監督として知られる。
2014年『百瀬、こっちを向いて。』で長編映画監督デビュー。以降はラブストーリー、ミステリー、アクション、コメディーといったエンタテインメント性の高い映画作品を手がける。
現在は、映画以外に、ドラマ、CM、ドキュメンタリー、バラエティ、グラビアなどジャンルにとらわれず活動中。監督作品では自ら撮影することも多い。

## 主な監督作品

### 映画
- 百瀬、こっちを向いて。（2014年5月10日公開　スールキートス配給）
- MARS〜ただ、君を愛してる〜（2016年6月18日公開　ショウゲート配給）
- 暗黒女子（2017年4月1日公開　東映配給 ）[4]
- 映画刀剣乱舞 -継承-（2019年1月18日公開　東宝映像事業部配給）
- ライアー×ライアー（2021年2月19日公開　アスミック・エース配給）
- 映画刀剣乱舞 -黎明- (2023年3月31日公開　東宝配給）
- 顔だけじゃ好きになりません（2025年3月7日公開　アスミック・エース配給）

### オープニング映像
- 踊る大捜査線 THE MOVIE 2 レインボーブリッジを封鎖せよ! - オープニング映像（2003年7月17日公開　東宝配給）
- レッドクリフ (part1・part2) - 日本版オープニング映像（2008年11月１日公開・2009年４月10日公開　東宝東和/エイベックス配給）

### ドラマ
- Sweet Room（2009年・BeeTV）
- 日本人の知らない日本語（2010年・日本テレビ）
- MARS〜ただ、君を愛してる〜（2016年・日本テレビ）
- 東野圭吾 カッコウの卵は誰のもの（2016年・WOWOW）

### CM
- マクドナルド
- amazon
- キリンビール
- サッポロビール
- 読売新聞
- モスバーガー
- ボシュロム
- ワーナー
- ポニーキャニオン
- NO MORE 映画泥棒 （2007年〜、全国の映画館で映画本編の直前に上映されるCM）[3]
- リプトン
- ALSOK

### ミュージック・ビデオ
- 東方神起「Stand by U」
- ステレオポニー「青春に、その涙が必要だ!」
- WEAVER「こっちを向いてよ」

### ドキュメンタリー
- 「2U(トゥー・ユー)〜SKIの神様と過ごした日々の記録2編」（2007年・エキサイト） - トリノ五輪モーグル日本代表上村愛子のトリノ五輪出場までの1か月に密着したドキュメンタリー
- 「渡り廊下走り隊 解散の真実」（2013年） - AKB48内ユニット渡り廊下走り隊の解散についてメンバーそれぞれの証言をもとに真実に迫るフェイクドキュメンタリー
- 「行くぞ、全国！ ももクロ全国行脚の幕が上がる」（2015年・スカパー） - 127館舞台挨拶全国行脚密着ドキュメンタリー、ももいろクローバーZの高城れに担当

### グラビア
- 「スーパーDVDカップ」出演:磯山さやか、吉井怜、朝倉えりか